# Eugène Louis Lami

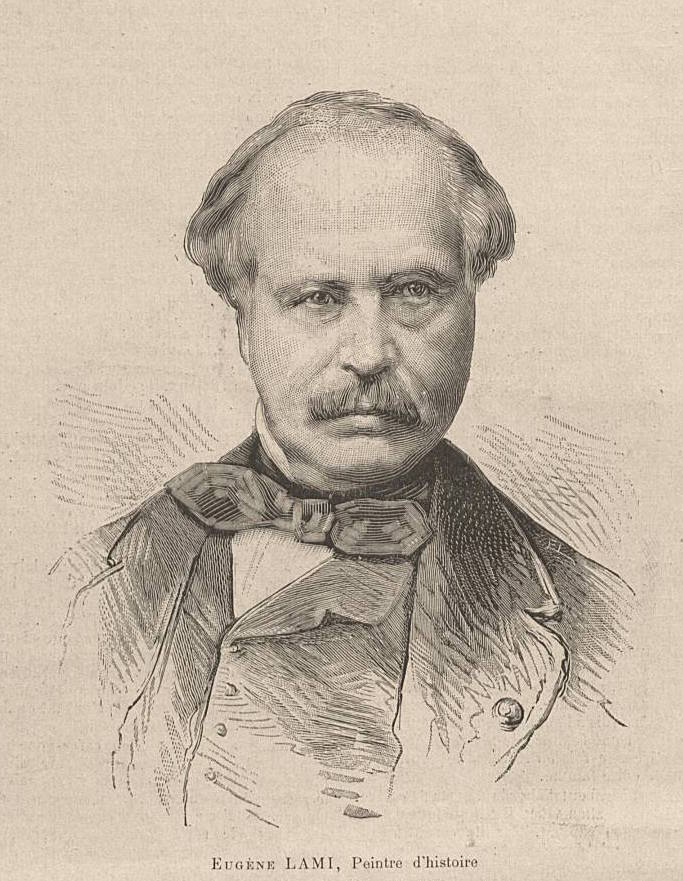
Eugène Lami

Eugène Louis Lami (* 12. Januar 1800 in Paris; † 19. Dezember 1890 ebenda) war ein französischer Maler, Illustrator und Lithograf, der überwiegend Aquarelle, Gouachen und Schlachtenbilder fertigte. Er schuf auch Dekorationen (Fresken) für Privathäuser und war als Bühnen- und Kostümbildner tätig.

## Leben
Lami trat zunächst ab 1815 als Schüler in das Atelier von Horace Vernet und 1817 in das von Antoine-Jean Gros ein. Er konnte mit deren Unterstützung später auch die École des Beaux-Arts besuchen. Bei Gros schloss er Bekanntschaft mit dem englischen Maler Richard Parkes Bonington, von dem er die Aquarellmalerei erlernte. Nach Abschluss seiner dortigen Studien wurde Lami für einige Zeit Hauslehrer und unterrichtete einige Prinzen von Orléans in dieser Technik. Er begann seine künstlerische Laufbahn jedoch als Lithograf und fertigte 1822 bis 1825 eine Collection des uniformes des armées française an, wobei die erste Serie (1791–1814) in Zusammenarbeit mit Vernet und dessen Vater Antoine Charles Horace Vernet entstand, während er die zweite (1814–1824) selbständig herstellte.

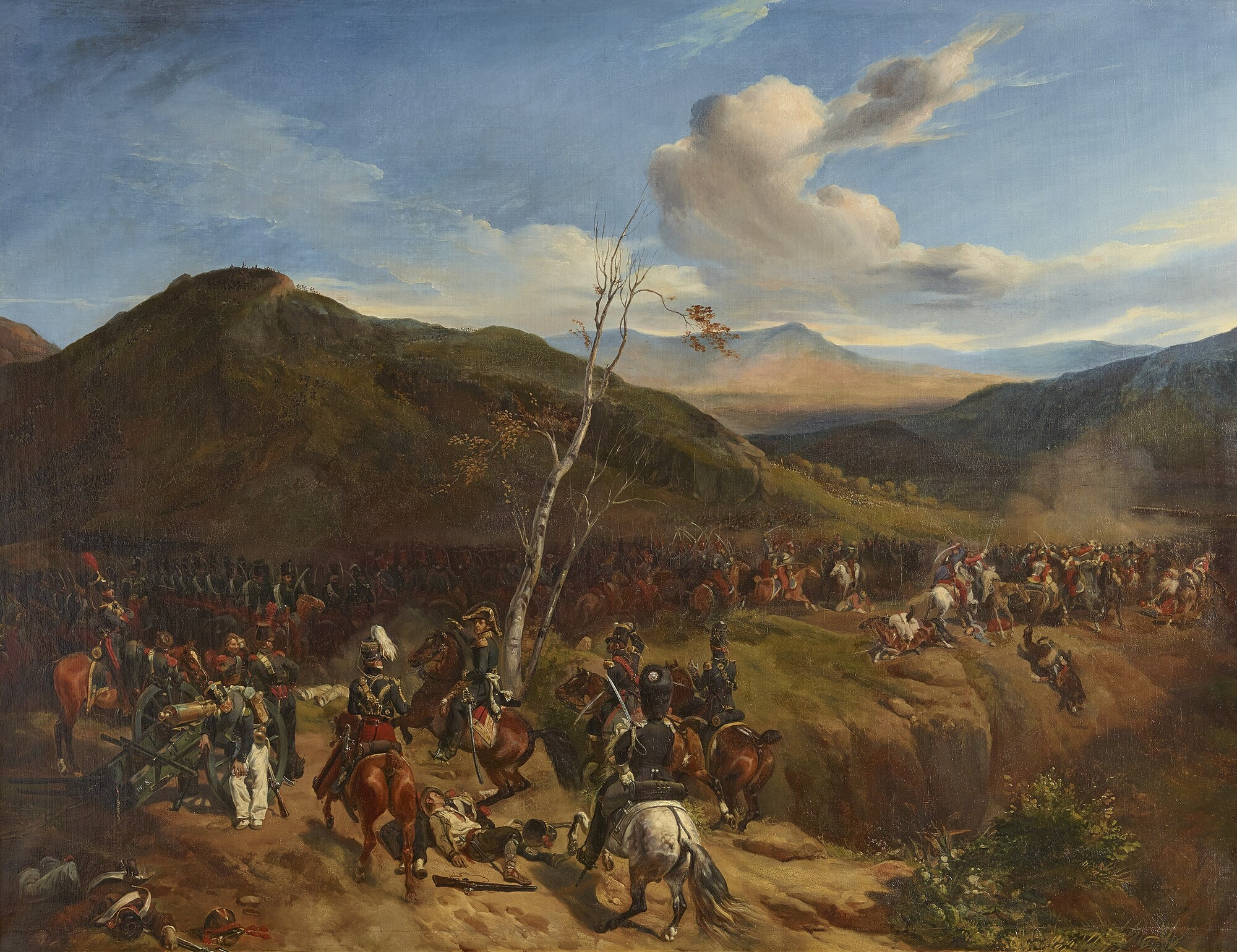
Schlacht bei Puerto de Miravete

1824 debütierte er im Salon de Paris mit einem Gemälde von der „Schlacht bei Puerto de Miravete“ vom 30. September 1823 und stellte dort regelmäßig bis 1878 Werke aus. Lami behandelte historische Stoffe oder stellte Genreszenen aus der gehobenen Gesellschaft dar. In seinen Aquarellen verwendete er stets leuchtende Farben, die die Eleganz betonten. Auf Anraten von Bonington unternahm er eine Studienreise nach England, wobei er von dem Zeichner und Schriftsteller Henry Monnier begleitet wurde. Es folgten weitere ausgedehnte Studienreisen durch fast ganz Europa. Eine weitere wichtige Reise führte ihn 1848 bis 1852 nach London, durch England und Schottland. 1854 hielt sich Lami auf der Krim auf, wo er Augenzeuge des Krimkrieges wurde und davon auch mehrere Bilder malte.
Bereits als Kind hatte Lami den Kaiser inmitten seiner polnischen leichten Kavallerie in ihren Uniformen in Blau, Karmesinrot und Gold bewundert. In der Zeit der Restauration schuf er zahlreiche historische Kostümbilder und prägte damit den Zeitgeist. Im Jahr 1830 befand er sich im Juli auf den Barrikaden (Julirevolution von 1830) und fertigte Skizzen der anwesenden Aufständischen, die den Angriff auf die Schweizer Garde anführten.
Er schuf unter anderem ein Dekor im Stil der Renaissance im Schloss Eu und entwarf die Dekoration im Stil Napoleons III. für die Gemächer des Herzogs Louis von Nemours in den Tuilerien. Zur Zeit der Revolution von 1848 begab er sich nach England ins Exil und stellte einige Werke in der Royal Academy aus. 1852 kehrte er nach Frankreich zurück und wurde Dekorateur des Barons Jakob Rothschild, für den er den Rauchsalon seines Schlosses im Stil des venezianischen Rokoko anfertigte.
Er nahm als Zeitzeuge an allen Festlichkeiten am Hofe des Königs Louis-Philippe und den Empfängen der Königin Victoria teil und hielt diese Ereignisse in Gemälden fest. In der Zeit des Zweiten Kaiserreichs war er in Compiègne, malte in der Pariser Oper oder hielt sich in Versailles auf. Anschließend wurde Lami ab 1870 die Oberaufsicht über die schönen Künste der Familie Rothschild übertragen. Er starb im Alter von neunzig Jahren nach einer langen Karriere als Hofmaler der Könige und zuletzt des Regenten der Republik. In seinem Werk dokumentierte Lami den sich verändernden Zeitgeist, den er unter acht Regierungen mitgemacht und in zahlreichen Bildern festgehalten hatte.
Lamis hinterlassene Werke, insbesondere die Aquarelle, wurden nach seinem Tod zur Versteigerung angeboten.

## Rezeption
Während in Lamis frühen Werken u. a. Lithografien dominierten, wechselte er später in der Hauptsache zur Ölmalerei. Auf seinen Reisen entstanden meistens Aquarelle.
Seine Sujets fand er im Alltagsleben der höheren Gesellschaft und in der Geschichte des Landes bzw. der Gegend, die er gerade bereiste. Auch von Alfred de Mussets Werken ließ er sich öfters inspirieren.

## Ehrungen (Auswahl)
- 1837: Ritter der Ehrenlegion
- 1862: Offizier der Ehrenlegion
- 1875: Medaille zweiter Klasse

## Ausstellungen (Auswahl)
- Eugène Lami : peintre et décorateur de la famille d’Orléans 23. Februar 2019 – 19. Mai 2019 Ausstellung im Musée Condé Chantilly[5]

## Werke (Auswahl)
Lithografien

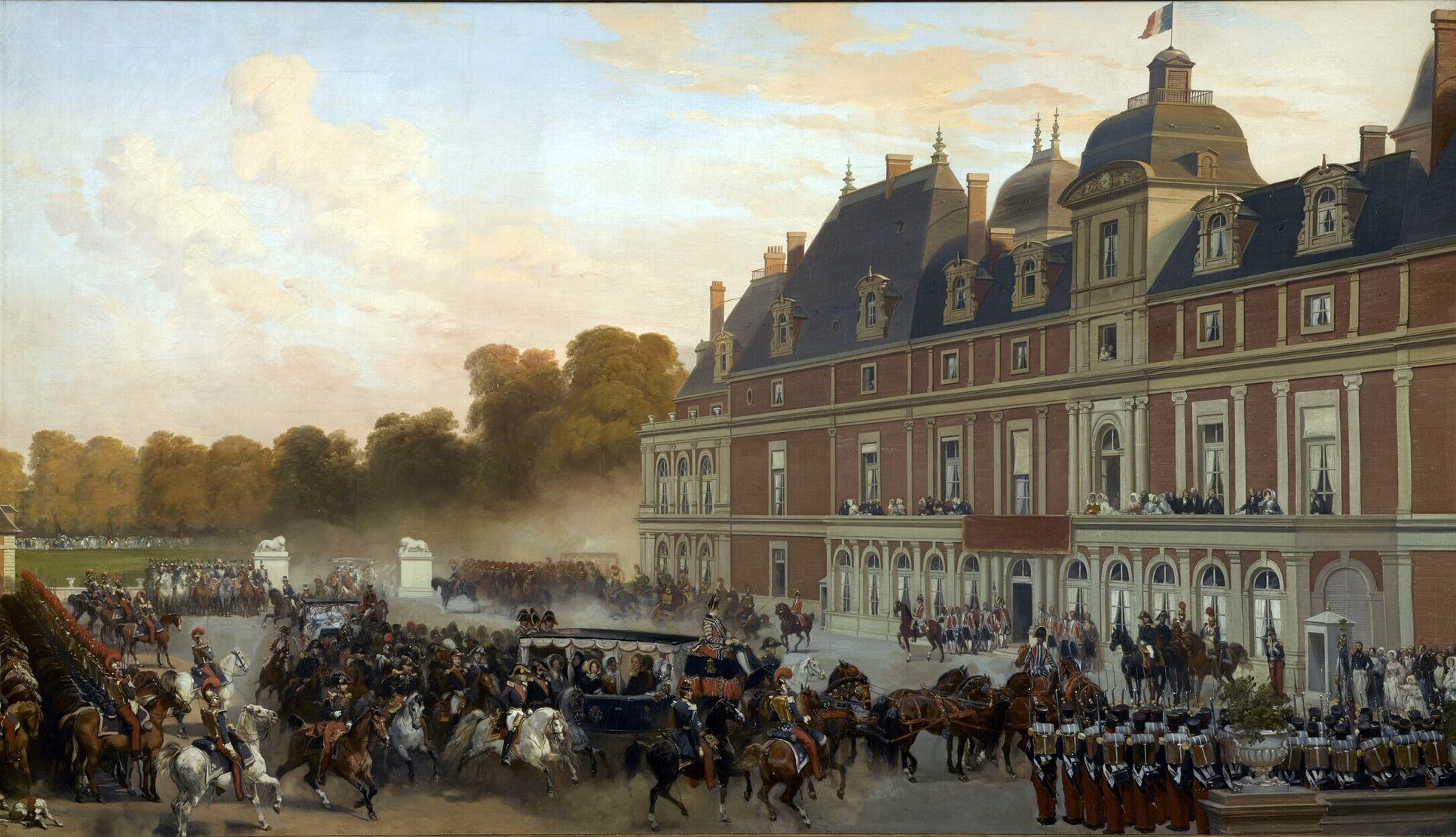
Ankunft der Königin Viktoria in Schloss Eu

- Souveniers de Londres. 1826 (12 Blatt: La travers&e sur le Paquebot; Le Stage; Pall Mall; Visite a l’abbaye de Westminster, Chapelle d’Henri VI; La Tour; Une Chasse; Une Course; Un Combat de Cogs; Les Boxeurs; Un Preche; Course sur la Tamise; Douvre).
- Mit Monnier: Voyage à Londres. 1829/1830.
  - Eine Reise nach England. Aries Verlag, München 1981.

Gemälde
- Der verlorene Sohn
- Ein Abendessen im Schauspielsaal in Versailles (Palais du Luxembourg)
- Inneres einer Kirche (Palais du Luxembourg)
- Karl I. empfängt auf seinem Weg zum Kerker eine Rose
- Maria Stuart bei der Leiche Darnleys
- Abdankung der Maria Stuart (Aquarell)
- Die Schlacht an der Alma (1855)
- Das Attentat des Fieschi
- 1836: Die Schlacht bei Hondschoote 1793
- 1837: Die Einnahme von Maastricht
- Bankett zu ehren der Königin von England im Schloss Versailes am 25. August 1855
- Die Kapitulation von Antwerpen am 17. August 1535
- Oliver Cromwell
- Der Reformator John Knox vor Maria Stuart.
- Die Krönung Nikolaus I.